# Lista gatunków z rodzaju Lampranthus
Lista gatunków z rodzaju Lampranthus – lista gatunków rodzaju roślin należącego do rodziny pryszczyrnicowatych (Aizoaceae F. Rudolphi). Według The Plant List w obrębie tego rodzaju znajduje się co najmniej 217 gatunków o nazwach zweryfikowanych i zaakceptowanych, podczas gdy aż 30 taksonów ma status gatunków niepewnych (niezweryfikowanych).
Lista gatunków
- Lampranthus acrosepalus L. Bolus
- Lampranthus acutifolius N.E. Br.
- Lampranthus aduncus N.E. Br.
- Lampranthus aestivus L. Bolus
- Lampranthus affinis L. Bolus
- Lampranthus algoensis L. Bolus
- Lampranthus alpinus Rowley
- Lampranthus altistylus N.E. Br.
- Lampranthus amabilis L. Bolus
- Lampranthus amoenus N.E. Br.

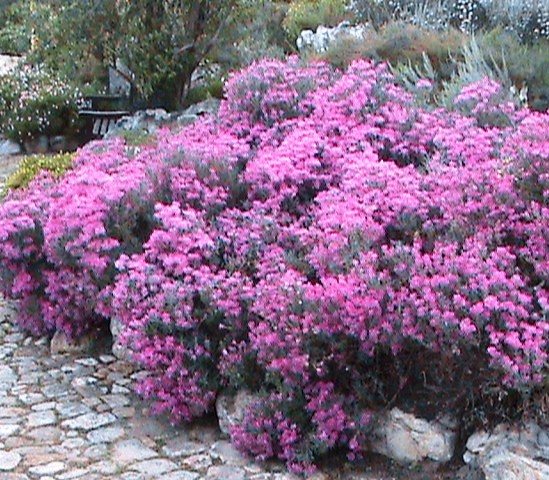
Lampranthus amoenus

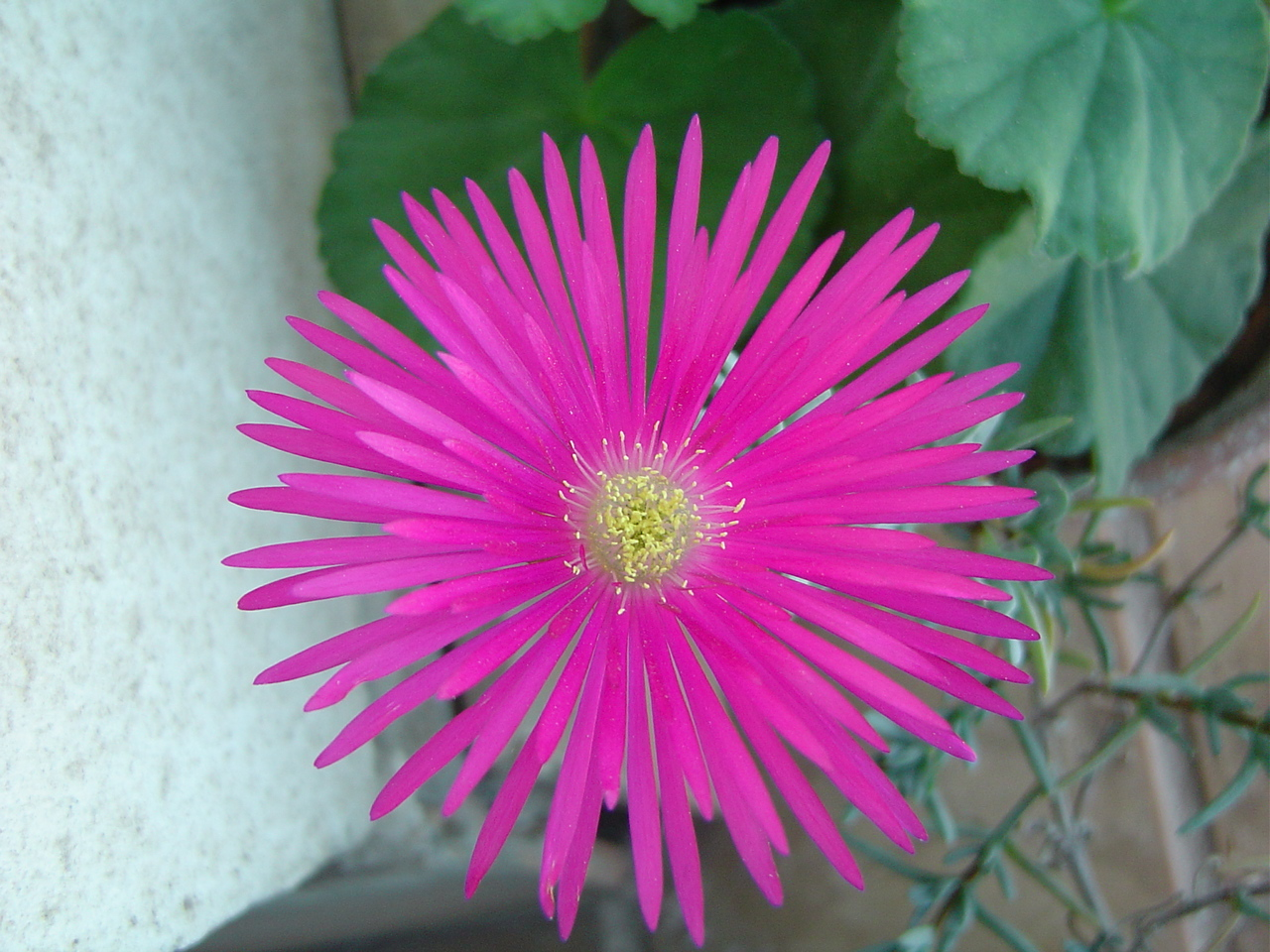
Lampranthus coccineus

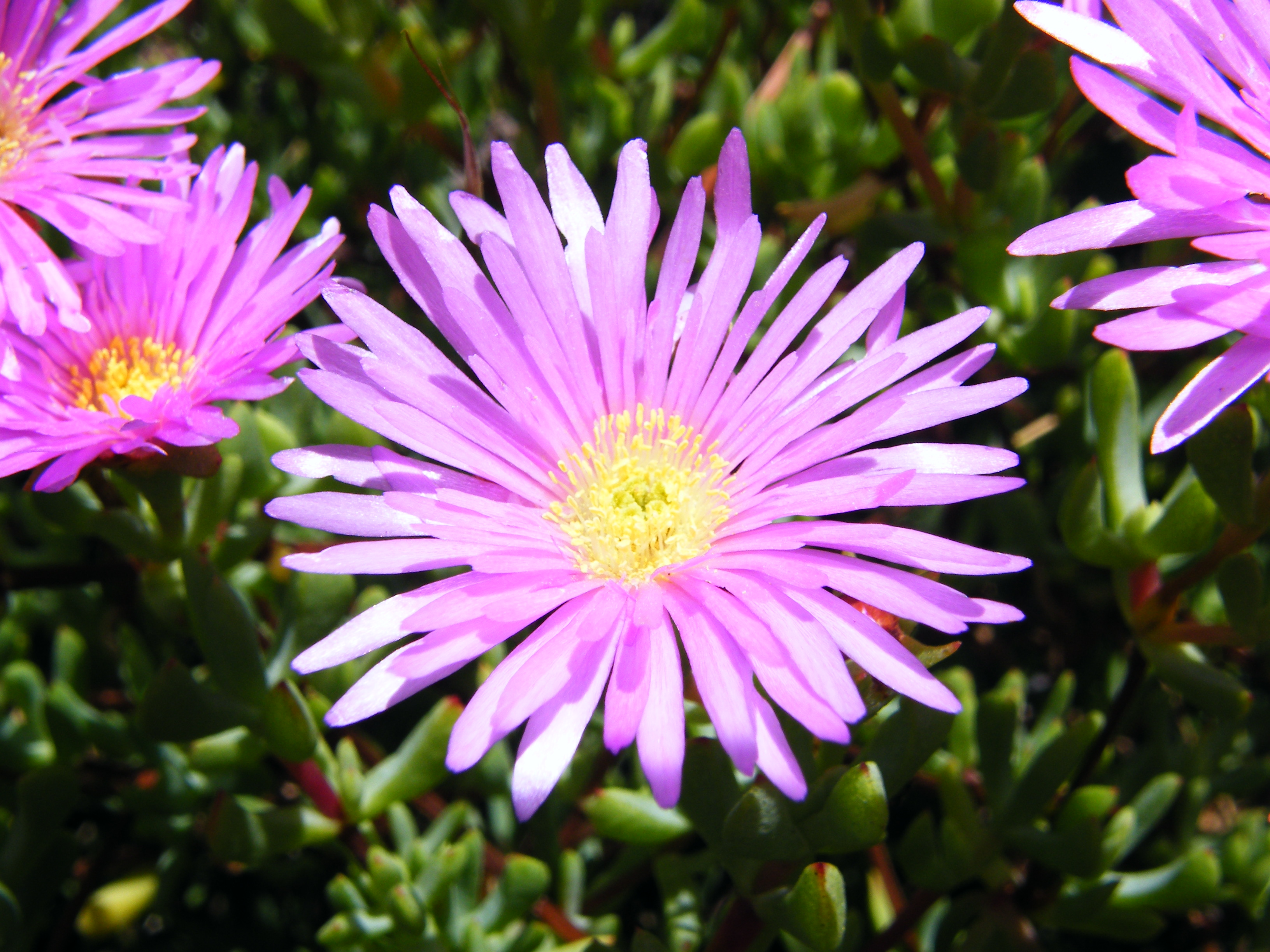
Lampranthus falciformis

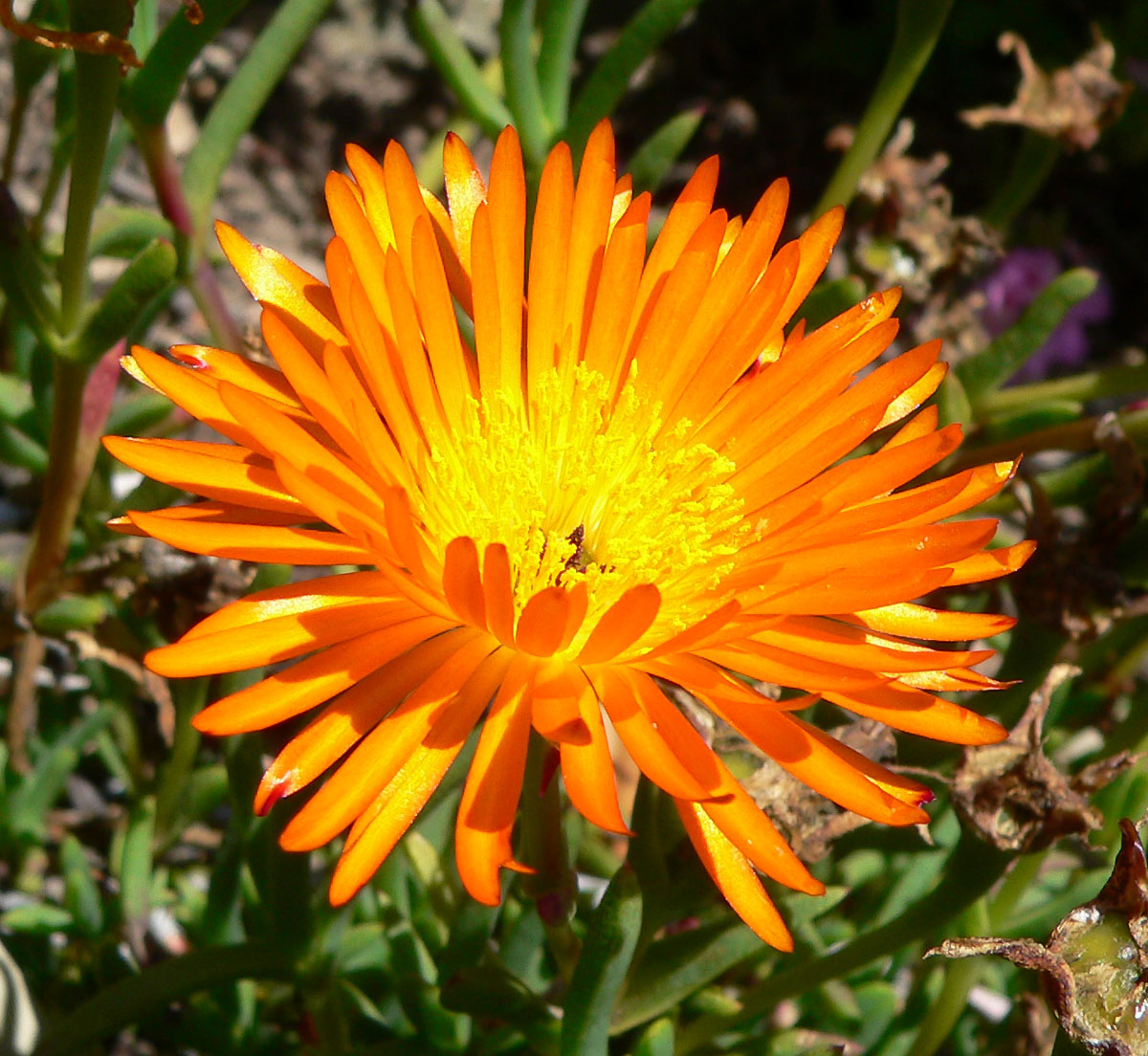
Lampranthus glaucoides

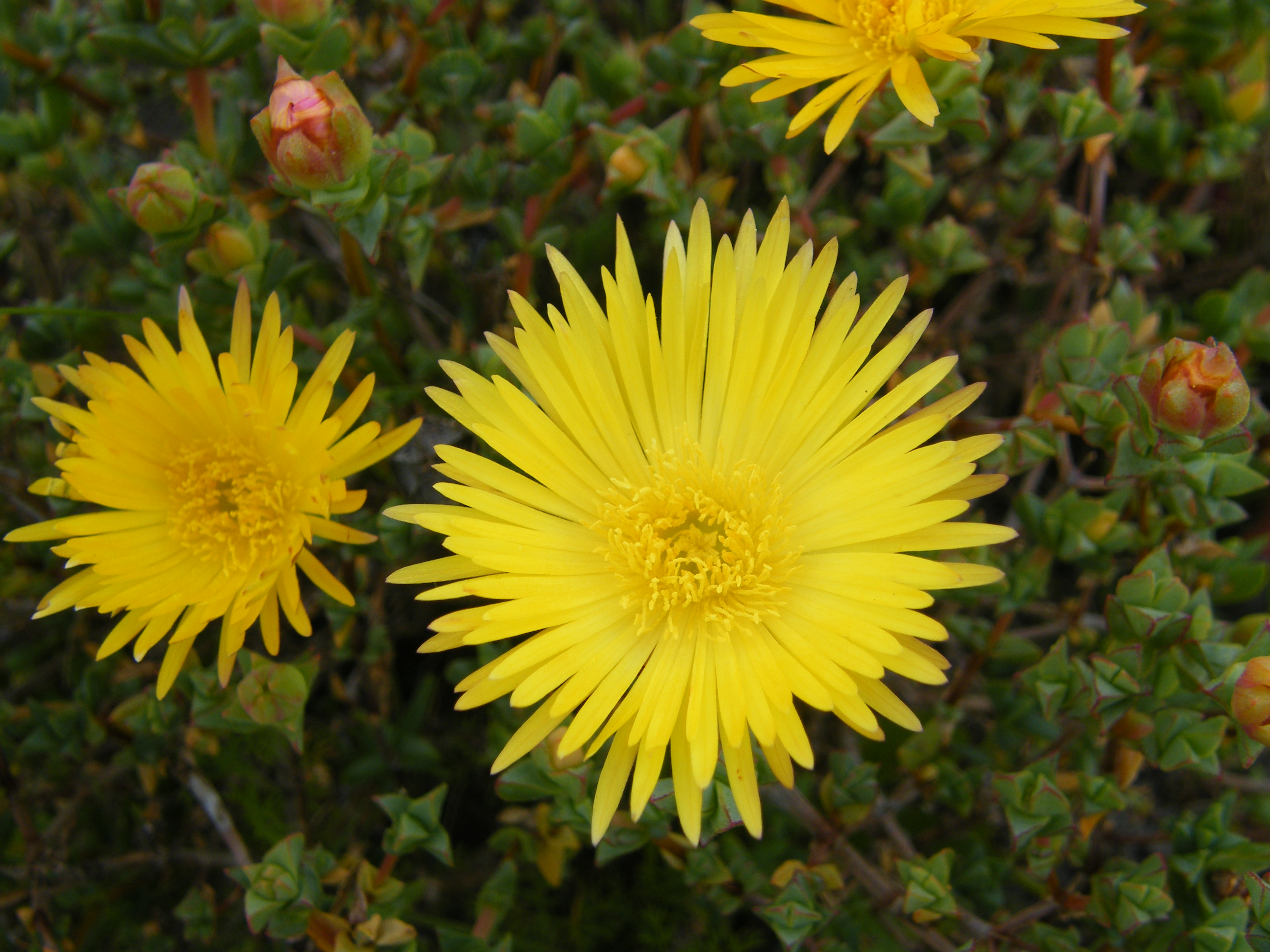
Lampranthus glaucus

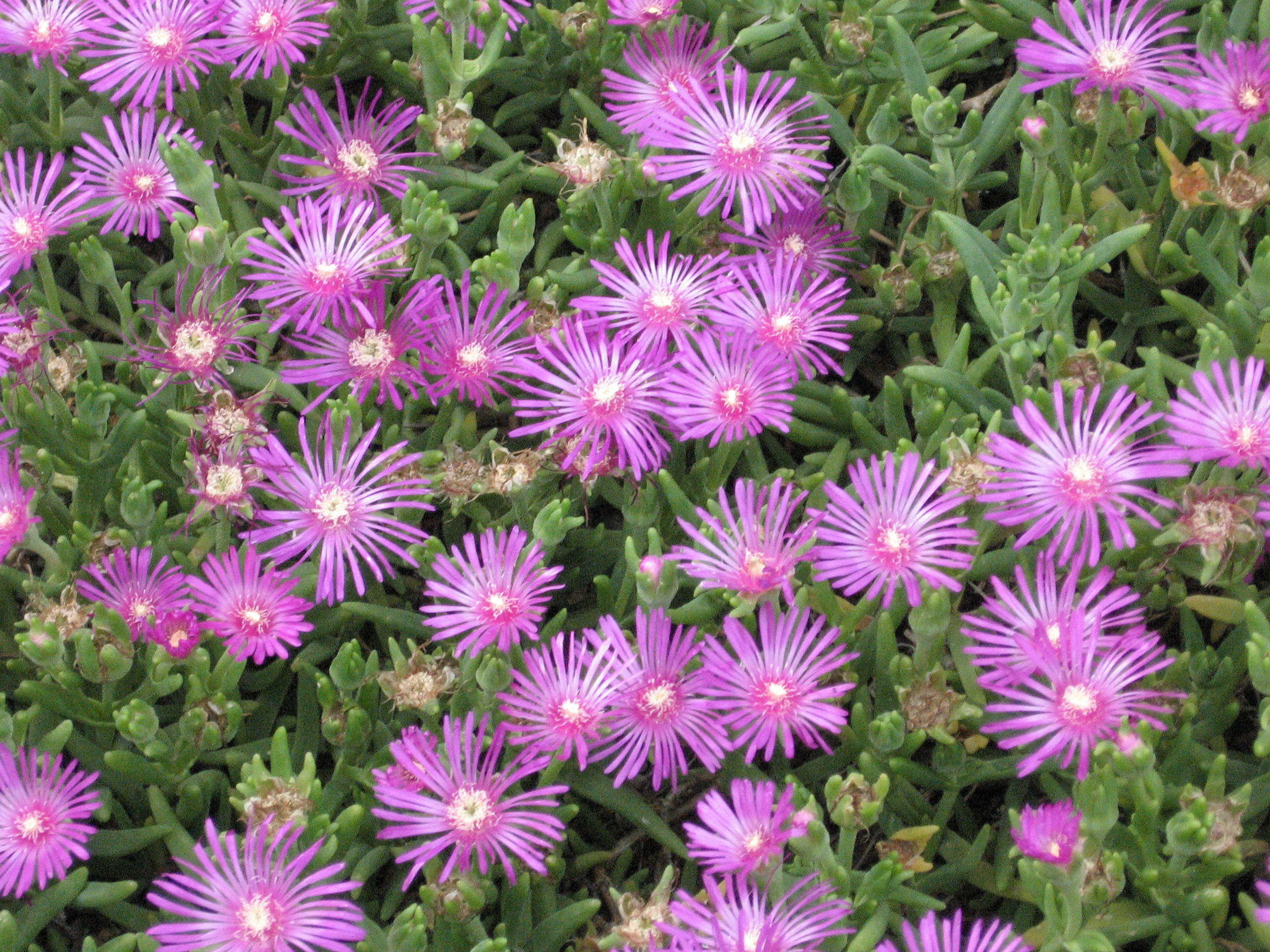
Lampranthus inconspicuus

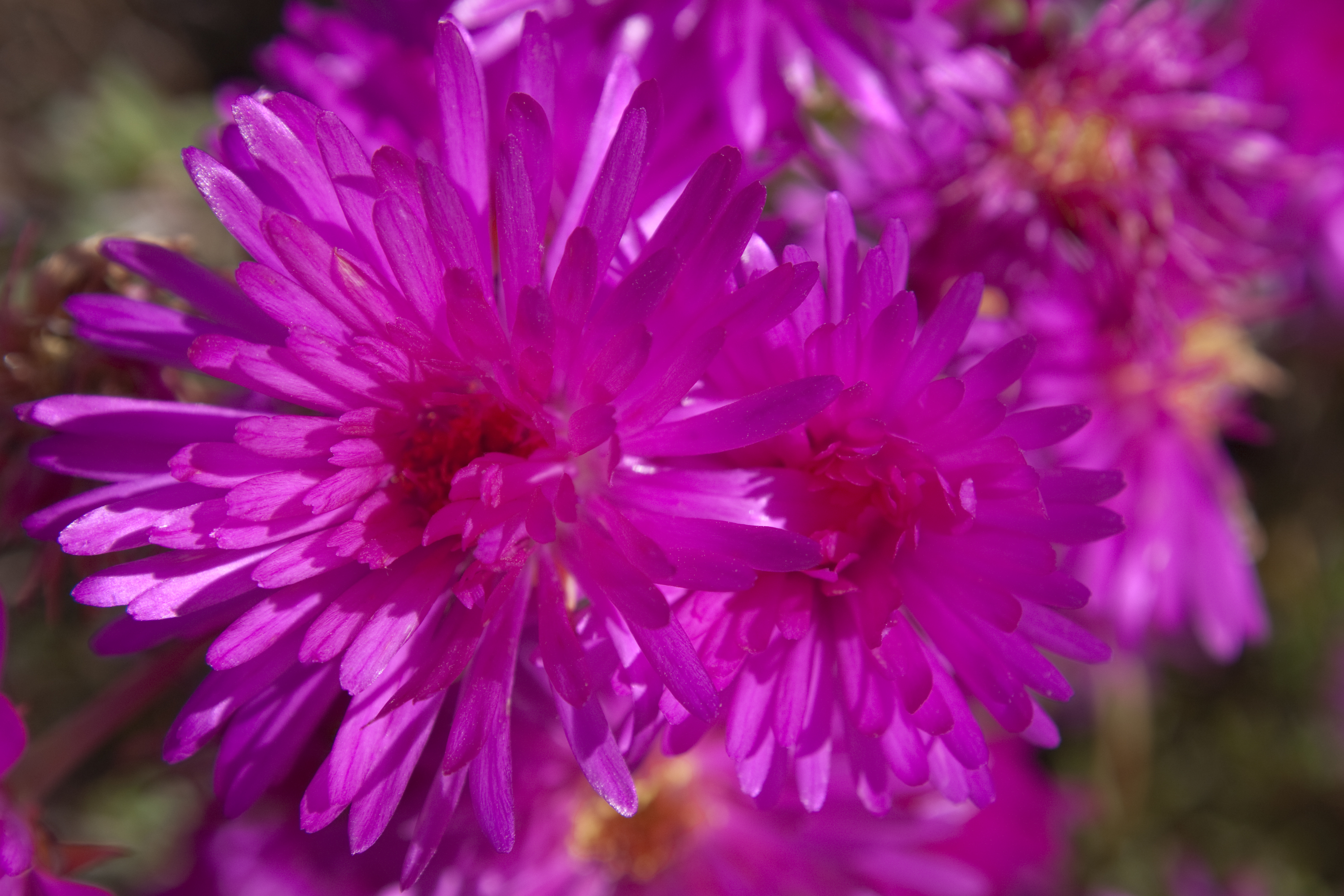
Lampranthus multiradiatus

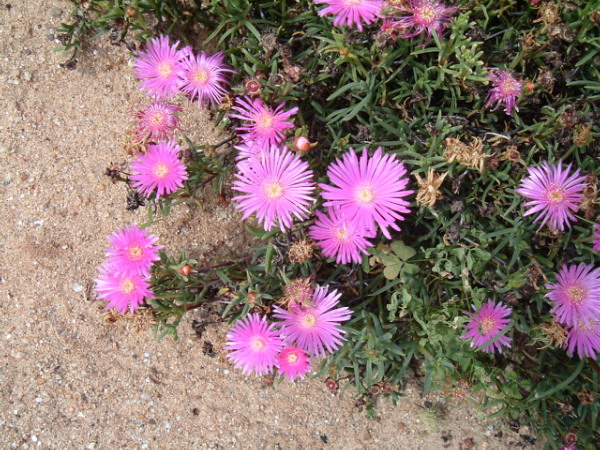
Lampranthus productus

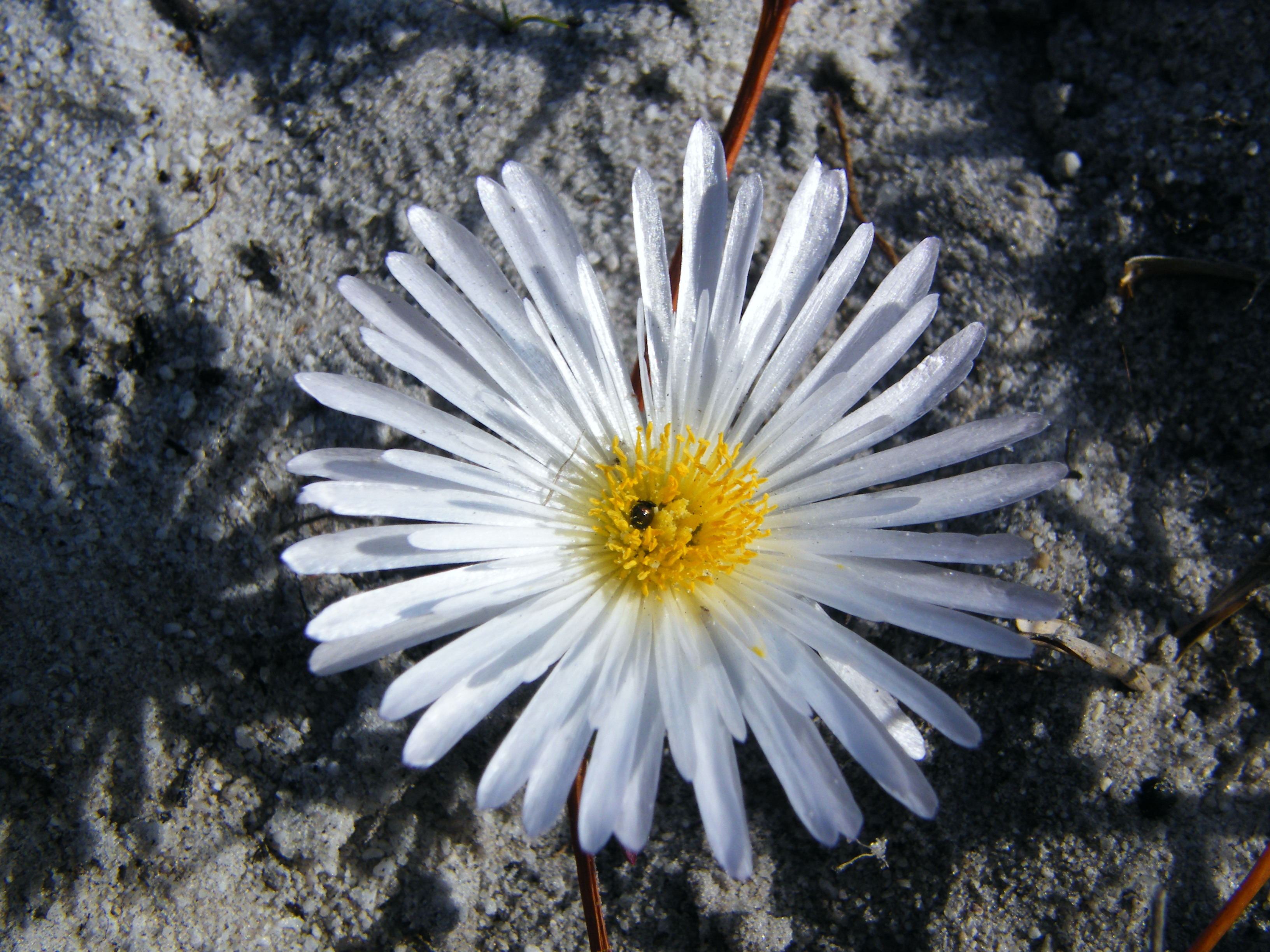
Lampranthus reptans

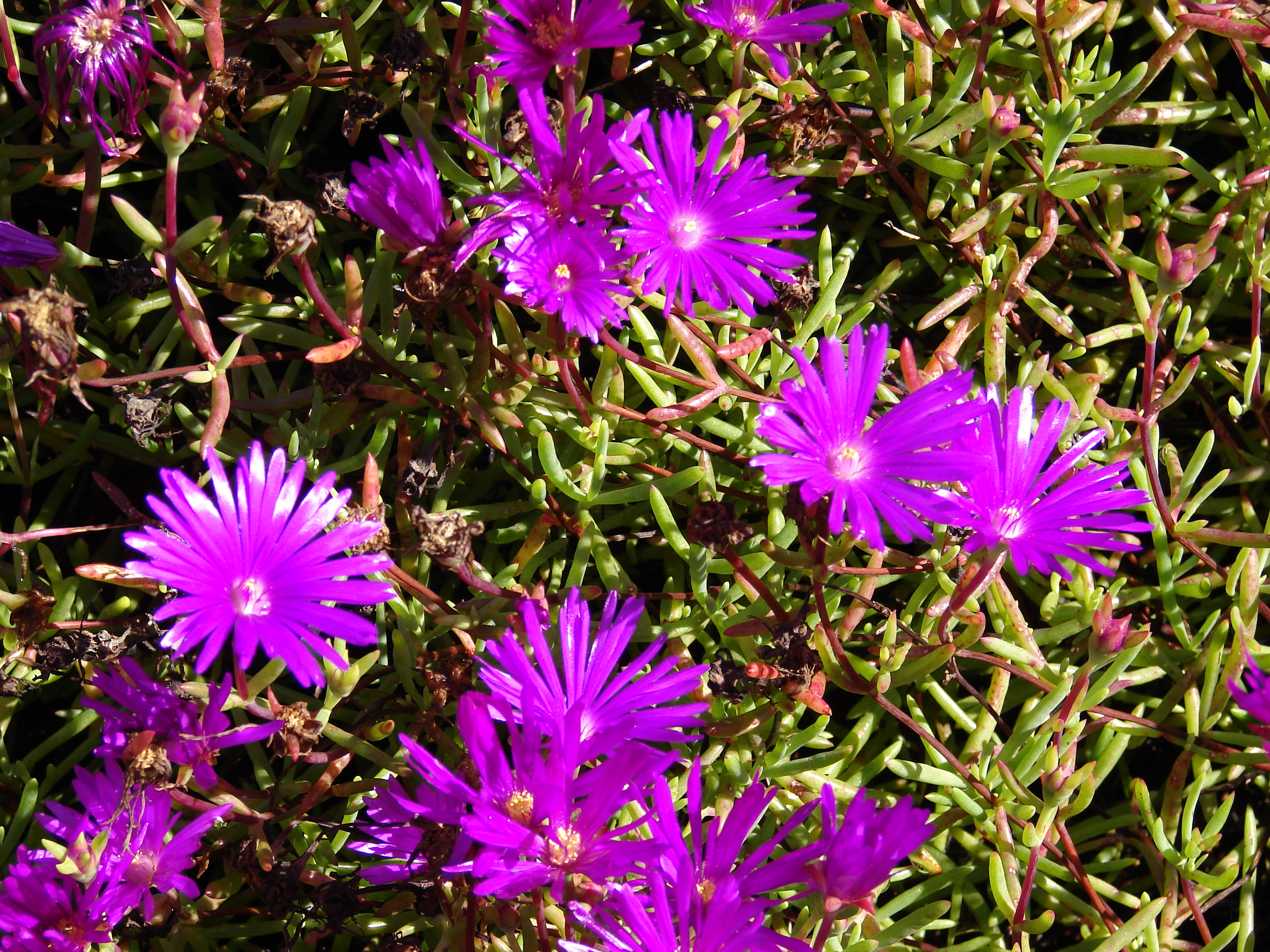
Lampranthus roseus

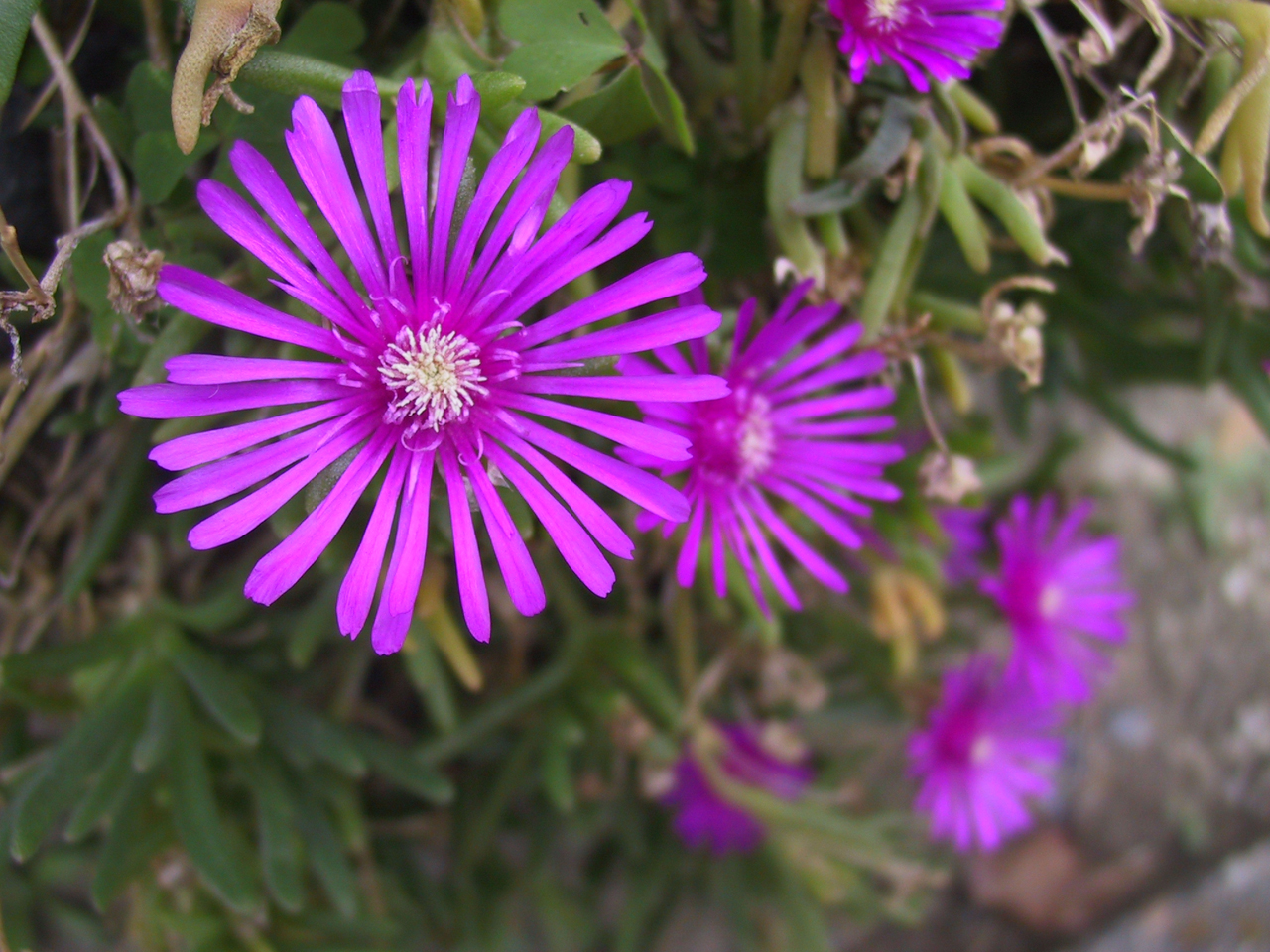
Lampranthus spectabilis

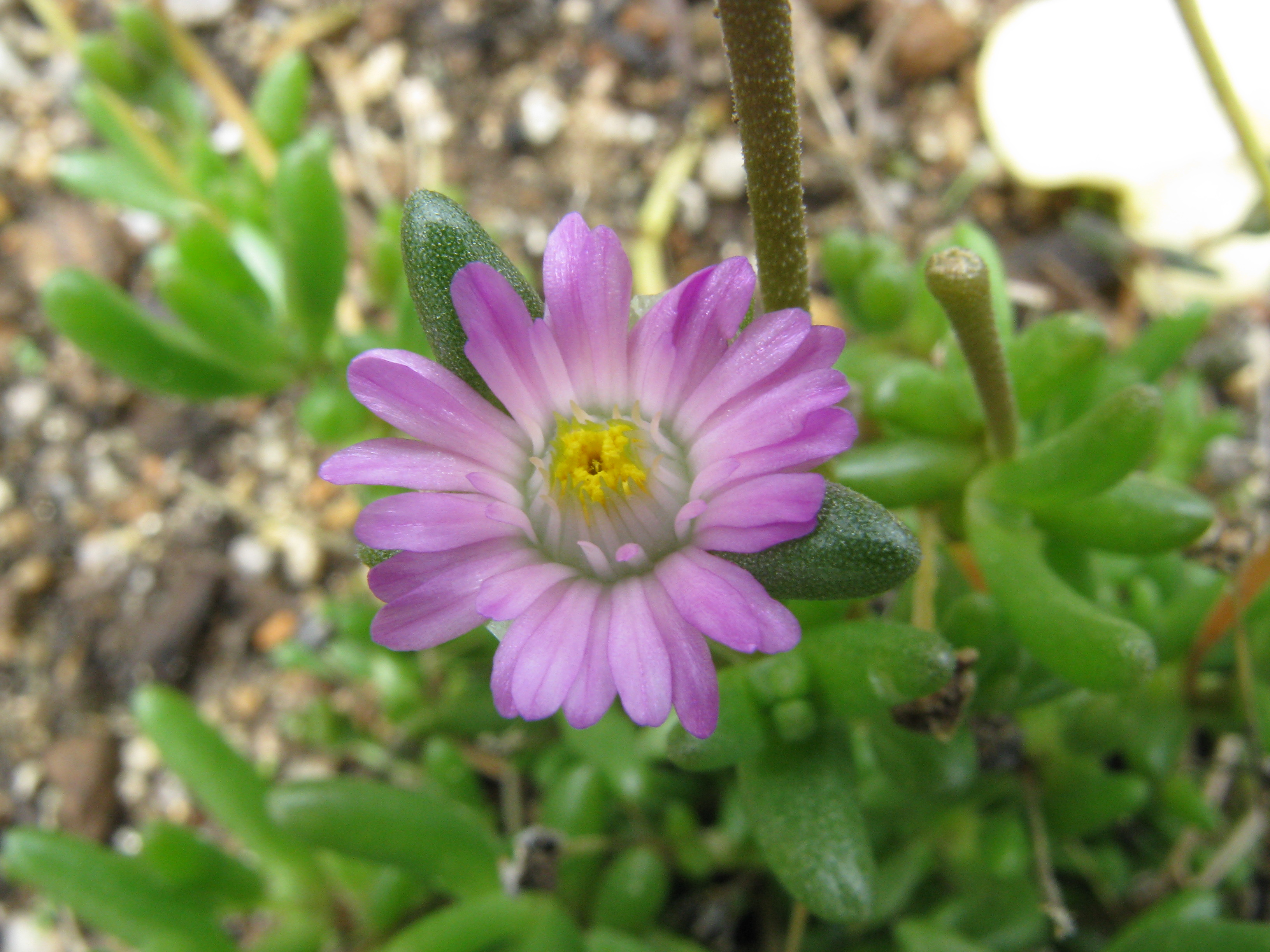
Lampranthus tenuifolius

- Lampranthus antemeridianus L. Bolus
- Lampranthus antonii L. Bolus
- Lampranthus arbuthnotiae L. Bolus
- Lampranthus arenicolus L. Bolus
- Lampranthus arenosus L. Bolus
- Lampranthus argenteus L. Bolus
- Lampranthus argillosus L. Bolus
- Lampranthus aurantiacus Schwantes
- Lampranthus aureus N.E. Br.
- Lampranthus austricolus L. Bolus
- Lampranthus baylissii L. Bolus
- Lampranthus berghiae L. Bolus
- Lampranthus bicolor N.E. Br.
- Lampranthus blandus Schwantes
- Lampranthus brachyandrus N.E. Br.
- Lampranthus brevistamineus L. Bolus
- Lampranthus brownii N.E. Br.
- Lampranthus caespitosus N.E.Br.
- Lampranthus calcaratus N.E. Br.
- Lampranthus candidus L. Bolus
- Lampranthus capillaceus N.E. Br.
- Lampranthus caudatus L. Bolus
- Lampranthus cedarbergensis L. Bolus
- Lampranthus ceriseus L. Bolus
- Lampranthus citrinus L. Bolus
- Lampranthus coccineus (Haw.) N.E. Br.
- Lampranthus compressus L. Bolus
- Lampranthus conspicuus N.E. Br.
- Lampranthus convexus L. Bolus
- Lampranthus copiosus L. Bolus
- Lampranthus coralliflorus Schwantes
- Lampranthus creber L. Bolus
- Lampranthus curviflorus N.E. Br.
- Lampranthus cyathiformis Schwantes
- Lampranthus debilis N.E. Br.
- Lampranthus deflexus N.E. Br.
- Lampranthus deltoides (L.) Glen ex Wijnands
- Lampranthus densifolius L. Bolus
- Lampranthus densipetalus L. Bolus
- Lampranthus dependens L. Bolus
- Lampranthus diffusus N.E. Br.
- Lampranthus dilutus N.E. Br.
- Lampranthus diutinus N.E. Br.
- Lampranthus dregeanus N.E. Br.
- Lampranthus dulcis L. Bolus
- Lampranthus dunensis L. Bolus
- Lampranthus ebracteatus L. Bolus
- Lampranthus edwardsiae L. Bolus
- Lampranthus egregius L. Bolus
- Lampranthus elegans Schwantes
- Lampranthus emarginatus N.E. Br.
- Lampranthus ernestii L. Bolus
- Lampranthus erratus N.E. Br.
- Lampranthus esterhuyseniae L. Bolus
- Lampranthus excedens L. Bolus
- Lampranthus eximius L. Bolus
- Lampranthus explanatus N.E. Br.
- Lampranthus falcatus N.E.Br.
- Lampranthus falciformis (Haw.) N.E.Br.
- Lampranthus fergusoniae L.Bolus
- Lampranthus filicaulis N.E. Br.
- Lampranthus foliolosus L. Bolus
- Lampranthus formosus N.E. Br.
- Lampranthus framesii N.E. Br.
- Lampranthus franciscii L. Bolus
- Lampranthus fugitans L. Bolus
- Lampranthus furvus N.E. Br.
- Lampranthus galpiniae L. Bolus
- Lampranthus glaucus (L.) N.E. Br.
- Lampranthus globosus L. Bolus
- Lampranthus glomeratus N.E. Br.
- Lampranthus godmaniae L.Bolus
- Lampranthus gracilipes N. E. Br.
- Lampranthus guthrieae N.E. Br.
- Lampranthus hallii L. Bolus
- Lampranthus haworthii N.E. Br.
- Lampranthus henricii N.E. Br.
- Lampranthus hiemalis L. Bolus
- Lampranthus hoerleinianus Friedrich
- Lampranthus holensis L. Bolus
- Lampranthus hollandii L. Bolus
- Lampranthus hurlingii L. Bolus
- Lampranthus immelmaniae N.E. Br.
- Lampranthus inaequalis N.E. Br.
- Lampranthus inconspicuus Schwantes
- Lampranthus incurvus Schwantes
- Lampranthus intervallaris L. Bolus
- Lampranthus laetus L. Bolus
- Lampranthus lavisii L. Bolus
- Lampranthus laxifolius N.E. Br.
- Lampranthus leightoniae L. Bolus
- Lampranthus leipoldtii L. Bolus
- Lampranthus leptaleon N.E. Br.
- Lampranthus leptosepalus L. Bolus
- Lampranthus lewisiae L. Bolus
- Lampranthus liberalis L. Bolus
- Lampranthus littlewoodii L. Bolus
- Lampranthus longisepalus L. Bolus
- Lampranthus longistamineus N.E. Br.
- Lampranthus lunatus N.E. Br.
- Lampranthus lunulatus L. Bolus
- Lampranthus macrocarpus N.E. Br.
- Lampranthus macrosepalus L. Bolus
- Lampranthus macrostigma L. Bolus
- Lampranthus magnificus N.E. Br.
- Lampranthus marcidulus N.E. Br.
- Lampranthus mariae L. Bolus
- Lampranthus martleyi L. Bolus
- Lampranthus maturus N.E. Br.
- Lampranthus matutinus N.E. Br.
- Lampranthus maximiliani L. Bolus
- Lampranthus meleagris L. Bolus
- Lampranthus microsepalus L. Bolus
- Lampranthus microstigma N.E. Br.
- Lampranthus middlemostii L. Bolus
- Lampranthus montaguensis L. Bolus
- Lampranthus mucronatus L. Bolus
- Lampranthus multiradiatus (Jacq.) N.E.Br.
- Lampranthus multiseriatus N.E. Br.
- Lampranthus mutans N.E. Br.
- Lampranthus nardouwensis L. Bolus
- Lampranthus nelii L. Bolus
- Lampranthus neostayneri L. Bolus
- Lampranthus obconicus L. Bolus
- Lampranthus occultans L. Bolus
- Lampranthus ornatus L. Bolus
- Lampranthus paardebergensis L. Bolus
- Lampranthus paarlensis L. Bolus
- Lampranthus pakhuisensis L. Bolus
- Lampranthus palustris L. Bolus
- Lampranthus parcus N.E. Br.
- Lampranthus pauciflorus N.E. Br.
- Lampranthus paucifolius N.E. Br.
- Lampranthus peacockiae L. Bolus
- Lampranthus peersii N.E. Br.
- Lampranthus perreptans L. Bolus
- Lampranthus persistens L. Bolus
- Lampranthus piquetbergensis L. Bolus
- Lampranthus plautus N.E. Br.
- Lampranthus pleniflorus L. Bolus
- Lampranthus plenus L. Bolus
- Lampranthus pocockiae N.E. Br.
- Lampranthus polyanthon N.E. Br.
- Lampranthus praecipitatus L. Bolus
- Lampranthus prasinus L. Bolus
- Lampranthus primiversus L. Bolus
- Lampranthus productus N.E. Br.
- Lampranthus prominulus L. Bolus
- Lampranthus promontorii N.E. Br.
- Lampranthus proximus L. Bolus
- Lampranthus purpureus L. Bolus
- Lampranthus rabiesbergensis L. Bolus
- Lampranthus recurvus Schwantes
- Lampranthus reptans N.E. Br.
- Lampranthus rubroluteus L. Bolus
- Lampranthus rupestris N.E. Br.
- Lampranthus rustii N.E. Br.
- Lampranthus salicolus L. Bolus
- Lampranthus salteri L. Bolus
- Lampranthus saturatus N.E. Br.
- Lampranthus sauerae L. Bolus
- Lampranthus scaber N.E. Br.
- Lampranthus schlechteri L. Bolus
- Lampranthus serpens L. Bolus
- Lampranthus simulans L. Bolus
- Lampranthus sociorum N.E. Br.
- Lampranthus spectabilis (Haw.) N.E. Br.
- Lampranthus spiniformis N.E. Br.
- Lampranthus staminodiosus Schwantes
- Lampranthus stayneri N.E. Br.
- Lampranthus steenbergensis L. Bolus
- Lampranthus stenopetalus N.E. Br.
- Lampranthus stenus N.E. Br.
- Lampranthus stephanii Schwantes
- Lampranthus sternens L. Bolus
- Lampranthus stipulaceus N.E. Br.
- Lampranthus stoloniferus L. Bolus
- Lampranthus suavissimus L. Bolus
- Lampranthus subaequalis L. Bolus
- Lampranthus sublaxus L. Bolus
- Lampranthus subrotundus L. Bolus
- Lampranthus subtruncatus L. Bolus
- Lampranthus superans L. Bolus
- Lampranthus swartbergensis N.E. Br.
- Lampranthus tegens (F. Muell.) N.E. Br.
- Lampranthus tenuifolius N.E. Br.
- Lampranthus tenuis L. Bolus
- Lampranthus thermarum L. Bolus
- Lampranthus tulbaghensis N.E. Br.
- Lampranthus turbinatus N.E. Br.
- Lampranthus vallis-gratiae N.E. Br.
- Lampranthus vanheerdei L. Bolus
- Lampranthus vanputtenii L. Bolus
- Lampranthus vanzijliae N.E. Br.
- Lampranthus variabilis N.E. Br.
- Lampranthus verecundus N.E. Br.
- Lampranthus vernalis L. Bolus
- Lampranthus versicolor L. Bolus
- Lampranthus viatorum N.E. Br.
- Lampranthus villiersii L. Bolus
- Lampranthus virgatus L. Bolus
- Lampranthus vredenburgensis L. Bolus
- Lampranthus walgateae L. Bolus
- Lampranthus watermeyeri N.E. Br.
- Lampranthus woodburniae N.E. Br.
- Lampranthus wordsworthiae N.E. Br.
- Lampranthus zeyheri N.E. Br.